# Jacques av Monaco
Jacques av Monaco, Jacques Honoré Rainier Grimaldi, född 10 december 2014 i Monacos huvudstad Monaco, är en monegaskisk prins och son till fursteparet Albert och Charlene. Han är tronarvinge i den monegaskiska tronföljden. Han är född två minuter efter sin tvillingsyster Gabriella. Han är även halvbror till Jazmin Grace Grimaldi och Alexandre Coste som fötts i furst Alberts tidigare förhållanden.